# Бишофрод
Бишофрод (нем. Bischofrod) — община в Германии, в земле Тюрингия. 
Входит в состав района Хильдбургхаузен. Подчиняется управлению Фельдштайн.  Население составляет 185 человек (на 31 декабря 2010 года). Занимает площадь 5,42 км².